# Чвх
Чв
х — российский компаунд-паровоз типа 0-4-0, выпускавшийся на Харьковском паровозостроительном заводе с 1905 по 1909 годы для Варшаво-Венской железной дороги (ширина колеи 1435 мм).

## Постройка
Варшаво-Венская железная дорога находилась на территории Российской империи, но в XIX веке закупала железнодорожную технику в других странах. В 1895 году она получила свои первые паровозы типа 0-4-0, которые были построены на немецком заводе Hanomag (в 1912 году получили обозначение Чв
г), а всего до 1899 года получила 41 паровоз. Эти локомотивы работали на насыщенном паре, при этом 33 из них имели простую паровую машину, а 8 — компаунд. Новые машины оказались удачной конструкции и пользовались популярностью у машинистов, однако в 1900 года российские власти запретили дороге импортировать паровозы, в связи с чем последняя была вынуждена заказывать уже у российских заводов.
Наиболее подходящим для Варшаво-Венской дороги являлся вариант с машиной-компаунд, использующей двойное расширение пара, что позволяло экономить на топливе и воде, несмотря на удорожание ремонта. Тогда в 1904 году был выдан заказ Харьковскому паровозостроительному заводу на постройку компаунд-паровозов типа 0-4-0. Приобретя у завода Hanomag техническую документацию, в 1905—1909 годы Харьковский завод выпустил в общей сложности 36 паровозов, которые по конструкции почти не отличались от немецких; на дороге они получили номера 442 — 477. Согласно введённой в 1912 году «Номенклатуре серий паровозов», они получили литеру Ч (с четырьмя движущими колёсными парами (тип 0-4-0)) и полное обозначение серии Чв
х — для Варшаво-Венской дороги (в) производства Харьковского завода (к). При этом стоит отметить, что локомотивы Варшаво-Венской дороги значительно отличались от остальных локомотивов серии Ч русской колеи (1524 мм) и фактически кроме осевой формулы не имели с ними ничего общего.
Больше дорога компаунд-паровозов не заказывала, так как проведённые к тому времени практические опыты доказали, что применение перегретого пара позволяет получить экономию в топливе и воде более простым и выгодным способом. Вместо Чв
х дорога заказала основанные на их конструкции паровозы Чвп
х и Чвп
к с пароперегревателями.

## Эксплуатация
В 1915 году, в связи с отступлением российских войск из Польши, локомотивы Варшаво-Венской дороги были эвакуированы на восток, где часть из них позже переделаны на русскую колею. После окончания военных событий 14 паровозов оказались на территории независимой Польской Республики и в 1923 году получили обозначение серии Tp108 (товарный паровоз (T) типа 0-4-0 (p) модель 108), а их трёхосные тендеры при этом получили серию 15C1. В 1928 году паровоз Tp108-5 был списан. В 1939 году все оставшиеся к тому времени 13 машин были захвачены наступающими немецкими войсками. Tp108-13 был списан в 1940—1941 годы, тогда как остальные 12 на Рейхсбане получили обозначения 55 6111 — 55 6122 (серия 5561).
После окончания военных событий, в 1945 году первым на польские железные дороги вернулся бывший Tp108-10 (заводской номер 1619, построен в 1908 году, бывший немецкий 55 6119), который получил новое обозначение Tp108-1 и эксплуатировался в депо Катовице, пока не был списан в ноябре 1950 года. Оригинальный Tp108-1 в 1945 году оказался в Чехословакии, а вернулся в Польшу в 1949 году и получил обозначение Tp108-2; его также направили в Катовице, но нет данных, что он там эксплуатировался. Tp108-11 и Tp108-12 были возвращены Германией в январе 1956 года, но сразу списаны без присвоения польских обозначений, а ещё 6 машин с DR были официально списаны 13 декабря 1951 года.
Польский писатель Богдан Покропински (пол. Bogdan Pokropiński) в своей монографии писал, что в 1945 году на станции Варшава-Прага были обнаружены 4 Tp108, которые были ошибочно идентифицированы как бывшие советские локомотивы и получили серию Tp105; вероятно, они были списаны к 1952 году.